# Schrijfcarrousel
De Schrijfcarrousel is een Nederlandse schrijftrainingsmethode. De methode combineert appreciative inquiry en gamification. De methode is onder andere gepresenteerd bij het taalcongres van Onze Taal en op de conferentie Het Schoolvak Nederlands.
De methodiek wordt gebruikt in Nederland en Vlaanderen, onder andere bij Hogeschool Utrecht, Saxion, de Hogeschool van Arnhem en Nijmegen, ICM, het Theresialyceum, Schrijversvakschool Groningen, Hendrikx Van der Spek en de TU Eindhoven.

## Beschrijving
Bij de Schrijfcarrousel biedt een schrijver van een tekst zijn tekst aan ter beoordeling door een groep medeschrijvers, medecursisten of medestudenten. De eerste ronde bestaat uit het sluiten van een impliciet leercontract met de schrijver en de andere deelnemers. Aan de schrijver wordt gevraagd of hij na afloop van de exercitie wil aangeven welk advies hij het meest relevant vindt. Tijdens de tweede ronde trekken deelnemers blind kaarten met opdrachten die ze uitvoeren op de tekst. De schrijver doet mee met deze en volgende rondes. Tijdens de derde ronde wisselen deelnemers in subgroepjes uit welke opdrachten ze uitvoerden en wat die opleverden. Vervolgens formuleren ze een of meer adviezen voor de schrijver van de tekst. Tijdens de vierde ronde presenteren de groepjes hun advies (per groepje is het aantal adviezen van tevoren gemaximeerd) aan de schrijver. Bij de vijfde ronde geeft de schrijver aan welk advies hij het meest relevant vindt. Deze vijf rondes vormen een opmaat voor een gesprek of een training over taal, schrijven en tekst.
In deze methode vind je gamificatie terug. Bijvoorbeeld in de vorm van verzamelingen. De deelnemers trekken blind opdrachtkaarten en werken ermee. Ze zien maar enkele opdrachtkaarten. Andere deelnemers werken met andere opdrachtkaarten. Een ander voorbeeld van gamificatie is de inzet van de omkering. Waar normaal gesproken bij feedback op teksten, teksten worden beoordeeld, ligt bij De Schrijfcarrousel de nadruk op het beoordelen van de feedback zelf. Het gebruik van omkering bij De Schrijfcarrousel is beschreven in het tijdschrift Tekstblad.
Appreciative inquiry vind je terug in de nadruk op kwaliteit. Deelnemers voeren een waarderend onderzoek dat resulteert in het vaststellen wat het meest waardevolle of relevante advies voor een tekst is. Aan dat advies hebben deelnemers samen gewerkt. Na het advies volgt een gesprek over de betekenis van dat advies voor andere teksten en andere schrijvers. Zoals beginnende automobilisten bij een rijles wel eens het advies krijgen om te kijken waar je heen wilt rijden (als je naar de boom kijkt die je wilt vermijden, vergroot je de kans ertegenaan te botsen), zo worden deelnemers aan de Schrijfcarrousel en aan waarderende onderzoeken verleid hun blik te richten op wat van waarde is.
De vier processen waar waarderend onderzoek meestal gebruik van maakt, zijn ook terug te vinden in De Schrijfcarrousel:
1. Ontdek: de kaarten helpen deelnemers in een tekst te ontdekken wat goed werkt en wat minder goed werkt.
2. Droom: het gesprek met een subgroepje geeft deelnemers de gelegenheid te bespreken hoe een tekst beter kan, welke kansen de tekst in zich herbergt.
3. Ontwerp: De schrijver van de tekst bepaalt uiteindelijk welk advies hij het meest waardeert en welke adviezen hij in de toekomst verwerkt in zijn tekst.
4. Bestemming: De deelnemers en de schrijver bespreken welke inzichten die gedurende het proces aan bod kwamen relevant zijn voor andere teksten en hoe ze de inzichten gebruiken om hun eigen werk te verbeteren

## Didactische principes
Twee educatieve methodes zijn terug te vinden in de Schrijfcarrousel. De eerste is appreciative inquiry. Deze door David Cooperrider ontwikkelde methodiek wordt onder meer ingezet door de Rabobank en door de Verenigde Naties. Appreciative Inquiry richt zich op kwaliteit, op wat het beste is. De tweede methodiek is gamification. Een van de meest prominent aanwezige gamificatie-instrumenten is het door Karl Kapp beschreven instrument van de omkering.

## Geschiedenis
Voor een schrijftraining voor ervaren journalisten en programmamakers bij KRO-NCRV ontwikkelde Freerk Teunissen een training met opdrachtkaarten. Na afloop van de training vroegen deelnemers kopieën van de opdrachtkaarten. Dit was een eerste versie van de Schrijfcarrousel. Voor de uiteindelijk versie van de opdrachtkaarten stelde Teunissen een team samen van trainers van Hogeschool Utrecht: Toine Kamphuis, Miriam Kerver, Maaike Severijnen en Karel Witteveen.
De Schrijfcarrousel werd gepresenteerd op 13 en 14 november 2015 tijdens de conferentie Het Schoolvak Nederlands in Tilburg. De methode bestond toen 4 jaar. De eerste presentatie was bij het congres van Onze Taal op 29 november 2011.